# Livetronica
La livetronica, ou jamtronica, est un genre musical mêlant des éléments de jam band à ceux de l'electronica,. Le nom du genre est un jeu de mots entre les termes « musique live » et « electronica ».
Le genre trouve ses racines à la fin des années 1990 et au début des années 2000, en particulier chez des groupes comme The Disco Biscuits, STS9, et The New Deal. Cependant, même si le guitariste de STS9, Hunter Brown, se réserve sur le label « livetronica » expliquant que « c'est un terme vraiment vague pour décrire de nombreux groupes », il cite Tortoise comme les précurseurs stylistiques. Entertainment Weekly identifie également Prefuse 73, VHS or Beta, Lotus, Signal Path, MFA, et Midwest Product comme groupes livetronica notables.